# Arabska droplja
Arabska droplja (znanstveno ime Ardeotis arabs) je vrsta dropelj, ki živi na Arabskem polotoku in v afriškem Sahelu.
Imajo rjavo operjenost po trupu, siv vrat in belo spodnjo stran. Podobno kot druge droplje so oportunisti pri prehranjevanju, lovijo žuželke, kuščarice in manjše sesalce na tleh, jedo pa tudi semena in plodove raznih polpuščavskih rastlin.